# Anisia inepta
Anisia inepta là một loài ruồi trong họ Tachinidae.